# Suzuki GSX-RR
La Suzuki GSX-RR es una motocicleta de carreras desarrollada para competir en MotoGP desde la temporada 2015.

## Historia

### Temprano desarrollo (2012–2013)
Suzuki suspendió sus actividades de MotoGP al final de la temporada 2011, citando la crisis económica mundial, pero desde 2012 un prototipo fue visto en varias ocasiones. Inicialmente el prototipo fue llamado GSV-R por los medios de comunicación, al igual que su predecesor.
En 2013 comenzó a participar en pruebas oficiales, con Randy de Puniet y Nobuatsu Aoki como pilotos de desarrollo y prueba. La máquina se denominó internamente XRH-1.

### Primera carrera
Comenzó oficialmente a correr en la última carrera de la temporada 2014, el Gran Premio de Valencia en el Circuito Ricardo Tormo, en Valencia, España, montada por Randy de Puniet como un wild card, no completó más de la mitad de la carrera.

### Temporada 2015

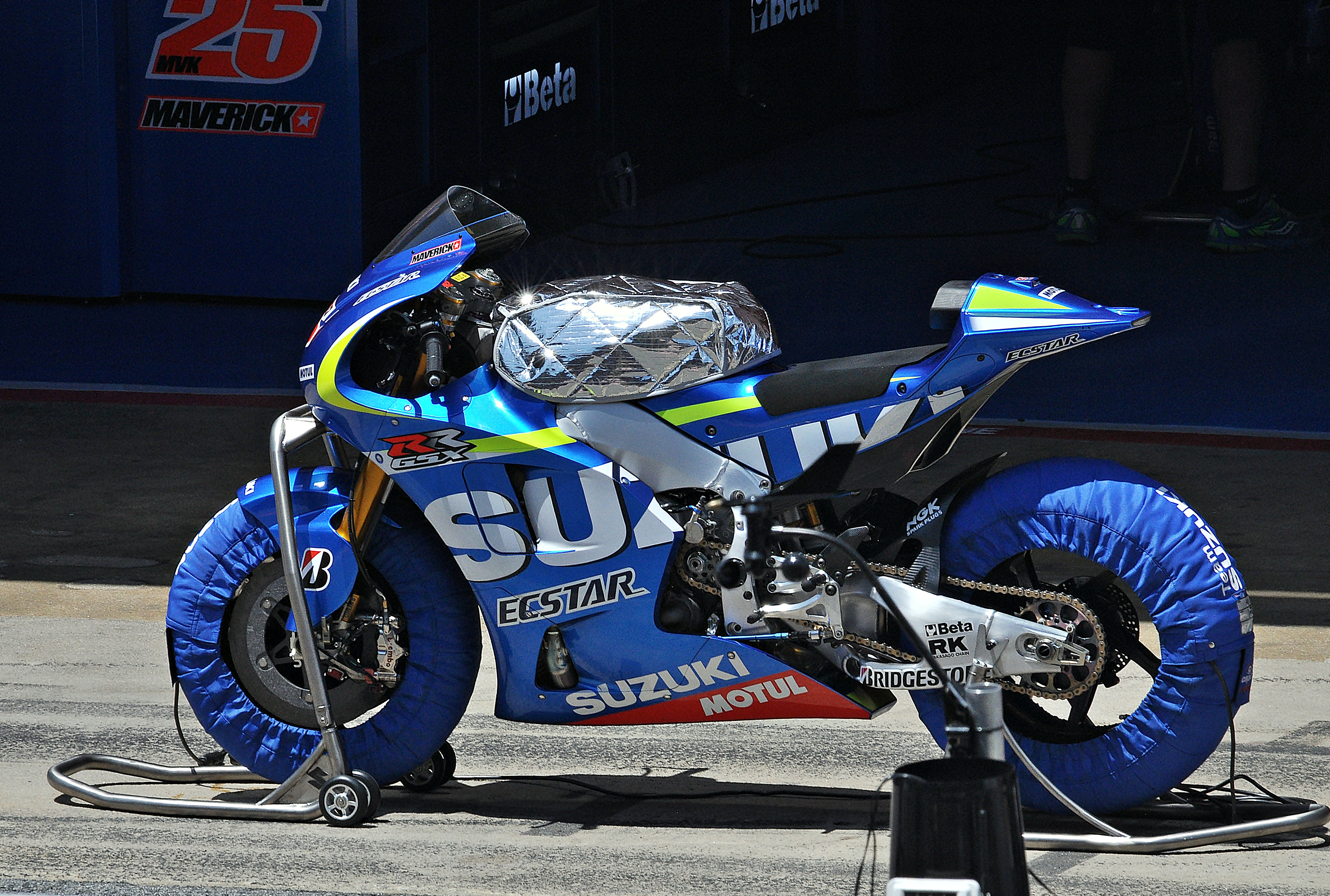
La GSX-RR de Maverick Viñales en el Gran Premio de Cataluña 2015

El 30 de septiembre de 2014, en la feria Intermot, Suzuki anunció oficialmente que volvería en la clase reina en 2015, con Aleix Espargaró y Maverick Viñales como pilotos. Además, el prototipo se denominó públicamente GSX-RR.
El 6 de marzo de 2015, antes del comienzo de la temporada 2015, Suzuki reveló su nombre de equipo de MotoGP como el Team SUZUKI ECSTAR.
En el GP de Indianápolis de 2015, la GSX-RR recibió un nuevo escape de Akrapovič.

### Temporada 2016
El 26 de febrero, Suzuki debutó la especificación 2016 de la GSX-RR. El nuevo modelo tiene un motor mejorado, con un aumento en la potencia de 7 kW (9,4 CV), y adopta la norma Magneti Marelli ECU, mientras que las dimensiones se mantuvo sin cambios desde la versión anterior. El equipo también tuvo el patrocinio de PT Suzuki Indomobil Motor, a través de sus marcas Satria F150 y Nyalakan Nyali.
Durante los test de 3 días previos al inicio de la temporada en Catar, el equipo evaluó por primera vez la caja de cambios seamless, que hasta entonces era una falta técnica importante en comparación con los otros fabricantes. Maverick Viñales y Aleix Espargaró se quedaron otra temporada con el equipo.
En la 12.ª ronda de la temporada en Silverstone, Viñales comenzó partiendo desde el tercer lugar y se separó rápidamente de Valentino Rossi, Marc Márquez y Cal Crutchlow y estableció una ventaja, mientras que los otros lucharon por un lugar en el podio. Viñales obtuvo su primera victoria en MotoGP y la primera desde Malasia en Moto2 en 2014. Esta carrera marcó la primera victoria de Suzuki desde el Gran Premio de Francia de 2007.

## Resultados en MotoGP
(Carreras en negro indican pole position, carreras en italics indican vuelta rápida)
| Año  | Neu. | Equipo                    | N.º | Piloto           | 1   | 2   | 3   | 4   | 5   | 6   | 7   | 8   | 9   | 10  | 11  | 12  | 13  | 14  | 15  | 16  | 17  | 18  | 19  | 20  | Puntos | CP   | Puntos | CC  |
| ---- | ---- | ------------------------- | --- | ---------------- | --- | --- | --- | --- | --- | --- | --- | --- | --- | --- | --- | --- | --- | --- | --- | --- | --- | --- | --- | --- | ------ | ---- | ------ | --- |
| 2014 | B    |                           |     |                  | QAT | AME | ARG | ESP | FRA | ITA | CAT | NED | GER | IND | CZE | GBR | RSM | ARA | JPN | AUS | MAL | VAL |     |     |        |      |        |     |
| 2014 | B    | Team Suzuki MotoGP        | 14  | Randy de Puniet  |     |     |     |     |     |     |     |     |     |     |     |     |     |     |     |     |     | Ret |     |     | 0      | NC   | 0      | NC  |
| 2015 | B    |                           |     |                  | QAT | AME | ARG | ESP | FRA | ITA | CAT | NED | GER | IND | CZE | GBR | RSM | ARA | JPN | AUS | MAL | VAL |     |     |        |      |        |     |
| 2015 | B    | Team Suzuki Ecstar MotoGP | 25  | Maverick Viñales | 14  | 9   | 10  | 11  | 9   | 7   | 6   | 10  | 11  | 11  | Ret | 11  | 14  | 11  | Ret | 6   | 8   | 11  |     |     | 97     | 12.º | 137    | 4.º |
| 2015 | B    | Team Suzuki Ecstar MotoGP | 41  | Aleix Espargaró  | 11  | 8   | 7   | 7   | Ret | Ret | Ret | 9   | 10  | 14  | 9   | 9   | 10  | 6   | 11  | 9   | 7   | 8   |     |     | 105    | 11.º | 137    | 4.º |
| 2016 | M    |                           |     |                  | QAT | ARG | AME | ESP | FRA | ITA | CAT | NED | GER | AUT | CZE | GBR | RSM | ARA | JPN | AUS | MAL | VAL |     |     |        |      |        |     |
| 2016 | M    | Team Suzuki Ecstar MotoGP | 25  | Maverick Viñales | 6   | Ret | 4   | 6   | 3   | 6   | 4   | 9   | 12  | 6   | 9   | 1   | 5   | 4   | 3   | 3   | 6   | 5   |     |     | 202    | 4.º  | 208    | 4.º |
| 2016 | M    | Team Suzuki Ecstar MotoGP | 41  | Aleix Espargaró  | 11  | 11  | 5   | 5   | 6   | 9   | Ret | Ret | 14  | Ret | Ret | 7   | Ret | 7   | 4   | Ret | 13  | 8   |     |     | 93     | 11.º | 208    | 4.º |
| 2017 | M    |                           |     |                  | QAT | ARG | AME | ESP | FRA | ITA | CAT | NED | GER | CZE | AUT | GBR | RSM | ARA | JPN | AUS | MAL | VAL |     |     |        |      |        |     |
| 2017 | M    | Team Suzuki Ecstar MotoGP | 12  | Takuya Tsuda     |     |     |     | 17  |     |     |     |     |     |     |     |     |     |     |     |     |     |     |     |     | 0      | NC   | 100    | 4.º |
| 2017 | M    | Team Suzuki Ecstar MotoGP | 29  | Andrea Iannone   | Ret | 16  | 7   | Ret | 10  | 10  | 16  | 9   | Ret | 19  | 11  | Ret | Ret | 12  | 4   | 6   | 17  | 6   |     |     | 70     | 13.º | 100    | 4.º |
| 2017 | M    | Team Suzuki Ecstar MotoGP | 42  | Álex Rins        | 9   | Ret | DNS |     |     |     |     | 17  | 21  | 11  | 16  | 9   | 8   | 17  | 5   | 8   | DSQ | 4   |     |     | 59     | 16.º | 100    | 4.º |
| 2017 | M    | Team Suzuki Ecstar MotoGP | 50  | Sylvain Guintoli |     |     |     |     | 15  | 17  | 17  |     |     |     |     |     |     |     |     |     |     |     |     |     | 1      | 27.º | 100    | 4.º |
| 2018 | M    |                           |     |                  | QAT | ARG | AME | ESP | FRA | ITA | CAT | NED | GER | CZE | AUT | GBR | RSM | ARA | THA | JPN | AUS | MAL | VAL |     |        |      |        |     |
| 2018 | M    | Team Suzuki Ecstar MotoGP | 29  | Andrea Iannone   | 9   | 8   | 3   | 3   | Ret | 4   | 10  | 11  | 12  | 10  | 13  | C   | 8   | 3   | 11  | Ret | 2   | Ret | Ret |     | 133    | 10.º | 233    | 4.º |
| 2018 | M    | Team Suzuki Ecstar MotoGP | 42  | Álex Rins        | Ret | 3   | Ret | Ret | 10  | 5   | Ret | 2   | Ret | 11  | 8   | C   | 4   | 4   | 6   | 3   | 5   | 2   | 2   |     | 169    | 5.º  | 233    | 4.º |
| 2018 | M    | Team Suzuki Ecstar MotoGP | 50  | Sylvain Guintoli |     |     |     |     |     |     | Ret |     |     | 19  |     |     |     |     |     | 21  |     |     |     |     | 0      | NC   | 233    | 4.º |
| 2019 | M    |                           |     |                  | QAT | ARG | AME | ESP | FRA | ITA | CAT | NED | GER | CZE | AUT | GBR | RSM | ARA | THA | JPN | AUS | MAL | VAL |     |        |      |        |     |
| 2019 | M    | Team Suzuki Ecstar MotoGP | 36  | Joan Mir         | 8   | Ret | 17  | Ret | 16  | 12  | 6   | 8   | 7   | Ret |     |     | 8   | 14  | 7   | 8   | 5   | 10  | 7   |     | 92     | 12.º | 234    | 4.º |
| 2019 | M    | Team Suzuki Ecstar MotoGP | 42  | Álex Rins        | 4   | 5   | 1   | 2   | 10  | 4   | 4   | Ret | Ret | 4   | 6   | 1   | Ret | 9   | 5   | 7   | 9   | 5   | 5   |     | 205    | 4.º  | 234    | 4.º |
| 2019 | M    | Team Suzuki Ecstar MotoGP | 50  | Sylvain Guintoli |     |     |     |     |     |     | 13  |     |     | 20  |     | 12  |     |     |     | 20  |     |     |     |     | 7      | 25.º | 234    | 4.º |
| 2020 | M    |                           |     |                  | QAT | SPA | AND | CZE | AUT | EST | RSM | ERM | CAT | FRA | ARA | TER | EUR | VAL | POR |     |     |     |     |     |        |      |        |     |
| 2020 | M    | Team Suzuki Ecstar MotoGP | 36  | Joan Mir         | C   | Ret | 5   | Ret | 2   | 4   | 3   | 2   | 2   | 11  | 3   | 3   | 1   | 7   | Ret |     |     |     |     |     | 171    | 1.º  | 202    | 3.º |
| 2020 | M    | Team Suzuki Ecstar MotoGP | 42  | Álex Rins        | C   | DNS | 10  | 4   | Ret | 6   | 5   | 12  | 3   | NC  | 1   | 2   | 2   | 4   | 15  |     |     |     |     |     | 139    | 3.º  | 202    | 3.º |
| 2021 | M    |                           |     |                  | QAT | DOH | POR | SPA | FRA | ITA | CAT | GER | NED | EST | AUT | GBR | ARA | RSM | AME | ERM | ALG | VAL |     |     |        |      |        |     |
| 2021 | M    | Team Suzuki Ecstar MotoGP | 36  | Joan Mir         | 4   | 7   | 3   | 5   | Ret | 3   | 4   | 9   | 3   | 2   | 4   | 9   | 3   | 6   | 8   | Ret | 2   | 4   |     |     | 208    | 3.º  | 240    | 3.º |
| 2021 | M    | Team Suzuki Ecstar MotoGP | 42  | Álex Rins        | 6   | 4   | Ret | 20  | Ret | Ret | DNS | 11  | 11  | 7   | 14  | 2   | 12  | Ret | 4   | 6   | 8   | Ret |     |     | 99     | 13.º | 240    | 3.º |
| 2022 | M    |                           |     |                  | QAT | INA | ARG | AME | POR | ESP | FRA | ITA | CAT | GER | NED | GBR | AUT | RSM | ARA | JPN | THA | AUS | MAL | VAL |        |      |        |     |
| 2022 | M    | Team Suzuki Ecstar MotoGP | 9   | Danilo Petrucci  |     |     |     |     |     |     |     |     |     |     |     |     |     |     |     |     | 20  |     |     |     | 0      | 30.º | 199    | 5.º |
| 2022 | M    | Team Suzuki Ecstar MotoGP | 36  | Joan Mir         | 6   | 6   | 4   | 4   | Ret | 6   | Ret | Ret | 4   | Ret | 8   | Ret | Ret |     | DNS |     |     | 18  | 19  | 6   | 87     | 15.º | 199    | 5.º |
| 2022 | M    | Team Suzuki Ecstar MotoGP | 42  | Álex Rins        | 7   | 5   | 3   | 2   | 4   | 19  | Ret | Ret | Ret | DNS | 10  | 7   | 8   | 7   | 9   | Ret | 12  | 1   | 5   | 1   | 173    | 7.º  | 199    | 5.º |
| 2022 | M    | Team Suzuki Ecstar MotoGP | 85  | Takuya Tsuda     |     |     |     |     |     |     |     |     |     |     |     |     |     |     |     | Ret |     |     |     |     | 0      | NC   | 199    | 5.º |
| 2022 | M    | Team Suzuki Ecstar MotoGP | 92  | Kazuki Watanabe  |     |     |     |     |     |     |     |     |     |     |     |     |     | 21  |     |     |     |     |     |     | 0      | 31.º | 199    | 5.º |

## Títulos
Campeonatos de pilotos
| Piloto   | Título                       | Año  |
| -------- | ---------------------------- | ---- |
| Joan Mir | Campeón del Mundo de Pilotos | 2020 |

Campeonatos de equipos
| Piloto             | Título                       | Año  |
| ------------------ | ---------------------------- | ---- |
| Team Suzuki Ecstar | Campeón del Mundo de Equipos | 2020 |